# 值年旗大臣
值年旗大臣，又稱管理值年旗務大臣、八旗值年大臣，為清朝八旗制度驍騎營體系中值年旗衙門的主管官員。雍正六年（1728年）始設當月旗，八旗輪值，乾隆十六年（1751年）改稱值年旗大臣。
值年旗大臣掌管八旗共同處理之事務，並負責上奏皇帝、向各旗傳遞政令訊息，但無權代都統裁決各旗內部政務。值年旗大臣共八人，正黃旗、鑲黃旗、正白旗、鑲白旗、正紅旗、鑲紅旗各一人，每年由二十四旗都統、副都統特別選派，以原官職充任，不支薪。值年旗大臣下屬設有值年旗參領、章京、筆帖式，由大臣於各旗人員中委任。每年年終時值年旗大臣開列二十四旗都統、副都統銜名，奏請皇帝從其中簡命隔年的值年旗大臣。
民國之後仍沿襲八旗制度，繼續任命各旗都統管理值年旗事務，如民國二年（1913年）一月任命載功、景灃、貢桑諾爾布、色楞額、魁斌、溥倫、桂祥、博迪蘇管理值年旗事務。民國八年（1919年）十二月二十八日《大總統令》派載濤、江朝宗、麟光、色楞額、瑞豐、治格、志錡、張德彝管理值年旗事務。